# Nordborg Fyr
Nordborg Fyr (også kaldet Augustenhof Fyr) er et vinkelfyr øst for Nordborg på øen Als, som blev sat i drift i 1904 da Sønderjylland var en del af Tyskland. Fyret blev overtaget af det danske fyrvæsen ved genforeningen i 1920. Toppen er sandsynligvis fremstillet hos Julius Pintsch i Berlin. Fyrkarakteren er Oc WRG 5s.
Det runde fyr 20 meter høje fyr er ligesom fyrboligen bygget i mursten, der er pudset og malet gul.
Fyret blev bygget fra 1902 til 1904. Tårnet havde i starten en højde på 18 meter. I 1927 havde fyret en fast linseapparat, glødenetsbrænder til petroleum og jalousier til frembringelse af blink. Under en modernisering i 1947 bliver tårnet forhøjet med 2 meter, driften omstilles til el og der indsættes 3. orden jalousier. Flammehøjden er 27 m, og fyrkarakteren 4 sek. lys efterfugt af 1 sek. pause.
1940 oprettede Luftwaffe en luftmeldepost (Flugwache - FluWa) på Nordborg Fyr kort tid efter besættelsen. Bemandingen var 9 menige og en befalingsmand. Det var ældre soldater. Senere blev de udskiftet med ca. 20 yngre soldater. I begyndelsen var soldaterne indkvarteret i private hjem. 1942 blev der bygget en barak ved fyret med plads til 20-25 mand. De tyske soldater flyttede ind i den og benyttede den både til at sove og opholde sig i.
Kort tid efter besættelsen henvendte de tyske soldater sig til mejeriet i Pøl hvor de krævede at få lov til at bade da de havde hørt at der var bademuligheder på stedet. Da barakken blev bygget stoppede denne ordning .
1974 blev fyrlampen ændret til type 109 med præfokuseret P-40 sokkel. 

Den tidligere tjenestebolig kan i nutiden bookes til ophold som Lejrskolen Fyret. Ved stranden øst for fyret ligger sommerhusområdet, Købingsmark Strand.